# WE!
WE!，是日本的音樂組合(二代目)J Soul Brothers的第1張單曲。於2008年5月7日起於EXILE mobile限量銷售。

## 解說
- (二代目) J Soul Brothers 的出道單曲。
- 只在EXILE mobile中銷售，沒有在一般的CD店舖銷售。
- 「WE!」的PV在EXILE的精選專輯『EXILE ENTERTAINMENT BEST』也收錄。
- 「J.S.B. is Back」，是8月4日·5日舉行的「EXILE LIVE TOUR 2007 EXILE EVOLUTION ～SUMMER TIME LOVE～」，與「let it go」一起被首次披露。

## 曲目

### DISC1(CD)
1. WE!
（作詞・作曲：Nao'ymt）
收錄於專輯「J Soul Brothers」第2首歌曲。
2. J.S.B Is Back
收錄於專輯「J Soul Brothers」第1首歌曲。
3. WE! -Instrumental-
4. J.S.B Is Back -Instrumental-

### DISC2(DVD)
- WE! -music video-

## 收錄專輯
- J Soul Brothers（M-1、2）